# Калашников, Яков Семёнович
Яков Семёнович Калашников (1904—1943) — красноармеец Рабоче-крестьянской Красной Армии, участник Великой Отечественной войны, Герой Советского Союза (1944).

## Биография
Родился в 1904 году в селе Казгулак (ныне — Туркменский район Ставропольского края). Получил начальное образование, после чего работал чабаном в колхозе в селе Приозёрское Левокумского района Ставропольского края. В 1928—1930 годах проходил службу в Рабоче-крестьянской Красной Армии.
В 1943 году повторно был призван в армию. С сентября того же года — на фронтах Великой Отечественной войны, командовал миномётным расчётом 307-го гвардейского стрелкового полка 110-й гвардейской стрелковой дивизии 37-й армии Степного фронта. Отличился во время битвы за Днепр.
30 сентября 1943 года переправился через Днепр в районе села Куцеволовка и принял активное участие в боях на плацдарме на его западном берегу. В тот же день он уничтожил две немецкие огневые точки, что способствовало успешному овладению селом. Когда его миномёт вышел из строя, а сам он получил ранение, продолжил сражаться при помощи стрелкового оружия, уничтожив 4 немецких солдата и подорвав гранатой пулемётный расчёт. 3 октября захватил вражеский миномёт и вёл из него огонь. 16 октября 1943 года он погиб в бою. Похоронен в Куцеволовке.
Указом Президиума Верховного Совета СССР «О присвоении звания Героя Советского Союза офицерскому, сержантскому и рядовому составу Красной Армии» от 22 февраля 1944 года за «образцовое выполнение боевых заданий командования при форсировании реки Днепр, развитие боевых успехов на правом берегу реки и проявленные при этом отвагу и геройство» был удостоен посмертно высокого звания Героя Советского Союза. Также посмертно был награждён орденом Ленина.
Память
Его бюст установлен в Казгулаке, в его честь названы улицы в сёлах Казгулак и Левокумское.